# Vladimír Coufal
Vladimír Coufal (* 22. August 1992 in Ostrava) ist ein tschechischer Fußballspieler, der seit August 2025 bei der TSG 1899 Hoffenheim unter Vertrag steht. Außerdem ist er tschechischer A-Nationalspieler.

## Karriere
Coufal ist ein 1,79 m großer Abwehrspieler und spielt primär als rechter Außenverteidiger. Gemäß dem schottischen Fußballtrainer David Moyes gilt Coufal als „… hungry, ambitious and determined …“ (deutsch hungriger, ehrgeiziger und zielstrebiger) Fußballspieler.

### Vereine

#### Die Anfänge in Tschechien
Coufal begann seine Profikarriere im September 2010 im Alter von 18 Jahren mit einem Ligaeinsatz beim tschechischen Zweitligisten FC Hlučín und stieg am Saisonende 2010/11 mit der Mannschaft als Tabellenletzter ab. In der Saison 2011/12 kehrte er in die tschechische Zweitliga zurück als sechsmonatige Leihgabe beim Zweitligisten SFC Opava. Danach absolvierte er ein Probetraining beim Erstligisten Sparta Prag und mit Slovan Liberec war ein weiterer tschechische Erstligist an der Verpflichtung von Coufal interessiert. Aufgrund einer Verletzung verzögerte sich sein Transfer und wechselte letztendlich im September 2012 zu den Nordböhmen von Liberec. In sechs Spielzeiten gewann er einmal mit dem FC Slovan Liberec den tschechischen Pokalwettbewerb und er entwickelte sich zum Stammspieler und stieg später zum Mannschaftskapitän auf.
Nach über 150 Pflichtspieleinsätzen, davon 27 im Europapokal, für Liberec verpflichtete der tschechische Meisteraspirant Slavia Prag im Juni 2018 den europapokalerfahrenen und Nationalspieler Coufal für eine Ablösesumme in Höhe von 0,7 Millionen Euro. In seiner ersten Saison trug er zum Gewinn des (tschechischen) Doubles aus Meisterschaft und Pokalsieg bei und bedeutete für die Historie von Slavia Prag der erste Doublegewinn nach 77 Jahren Abstinenz. Er avancierte bei den tschechischen Hauptstädtern zum unverzichtbaren Stammspieler und qualifizierten sich für das Endturnier der UEFA Champions League.

#### Wechsel ins Ausland
Anfang Oktober 2020 wechselte Coufal für eine Ablösesumme in Höhe von sechs Millionen Euro zu den Ostlondonern zum englischen Erstligisten West Ham United. Aufgrund seiner fußballerischen internationalen Erfahrung wurde er verpflichtet. Mit diesem Wechsel gehörte er zu den Rekordabgängen der Historie von Slavia Prag. In seiner ersten englischen Premier-League-Saison akklimatisierte er sich schnell und trug mit sieben Torvorlagen als offensivausgerichteter Außenverteidiger seiner Mannschaft zur direkten Qualifikation der UEFA Europa League 2021/22 bei. Damit war Coufal der zweiterfolgreichste Torvorlagengeber der Mannschaft. Aufgrund seiner fußballerischen Leistungen wurde er bei der Wahl im März 2021 zum „Tschechiens Fußballer des Jahres 2020“ Zweiter hinter Titelverteidiger Tomáš Souček.
Anfang August 2025 schloss Coufal sich der TSG 1899 Hoffenheim an. Er unterschrieb einen Vertrag bis Ende der Saison 2025/26.

### Nationalmannschaft

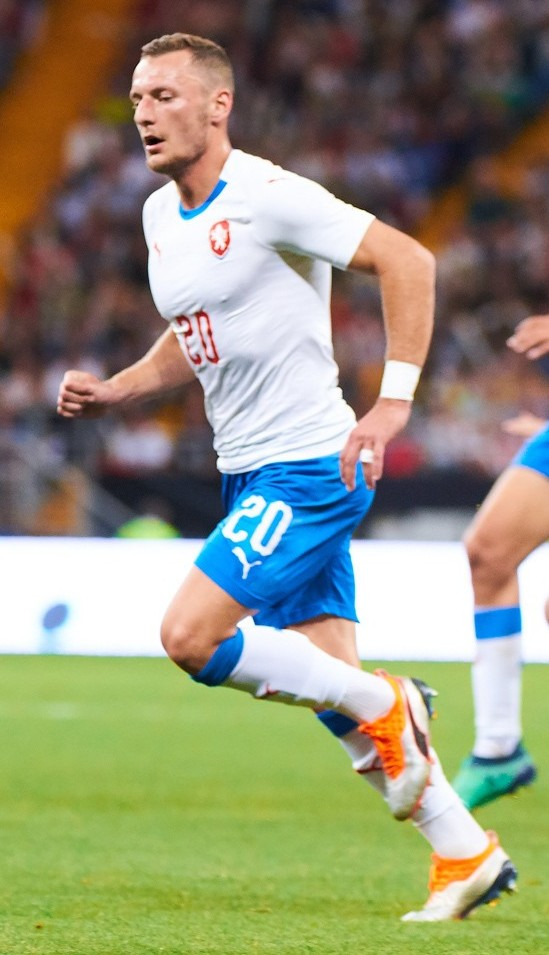
Vladimír Coufal im Einsatz für die tschechische A-Nationalmannschaft (2018).

Coufal startete seine Nationalmannschaftskarriere 2014 mit zwei Einsätzen für die tschechische U21-Nationalmannschaft. Im November 2017 stand er erstmals im Spielkader der tschechischen A-Nationalmannschaft und debütierte im gleichen Monat während eines Ländertestspiels gegen Katar. 2020 trug er mit seinen fußballerischen Leistungen zum Gruppensieg in der Liga B der UEFA Nations League 2020/21 bei.
Im Mai 2021 wurde Coufal vom Nationaltrainer Jaroslav Šilhavý in den Turnierkader Tschechiens für die Europameisterschaft 2021 berufen. Im ersten Gruppenspiel der Tschechen leitete er den 2:0-Sieg ein, indem Coufal mit einer Flanke die 1:0-Führung vorbereitete.

## Erfolge
- Slovan Liberec (2012–2018)
  - Mannschaft
    - Tschechischer Pokalsieger: 2014/15[2]

  - Individuell
    - Ernannt in das Team der Woche der UEFA Europa League: 2. Spieltag der Gruppenphase 2015/16[17]

- Slavia Prag (2018–2020)
  - Mannschaft
    - Tschechischer Meister: 2018/19, 2019/20, 2020/21 1
    - Tschechischer Pokalsieger: 2018/19 (ohne Einsatz)[2][18]
    - Tschechoslowakischer Supercupsieger: 2019[19]

  - Individuell
    - Ernannt in das Team der Woche der UEFA Europa League: Rückspiel des Sechzehntelfinals 2018/19[20]

- Tschechische A-Nationalmannschaft
  - Aufstieg in die Liga A der UEFA Nations League: 2020/21